# Weißenburger Pogromprozess

Der NSDAP-Abgeordnete Michael Gerstner gehörte zu den Angeklagten des Prozesses

Im Weißenburger Pogromprozess wurden die Verantwortlichen des Pogroms 1938 gegen die jüdische Bevölkerung der Stadt Treuchtlingen verurteilt, das eines der Novemberpogrome im Deutschen Reich im Jahr 1938 war. Der Gerichtsprozess fand von 1946 bis 1947 in Weißenburg in Bayern statt. Es war der bis dahin größte Pogromprozess der Amerikanischen Besatzungszone.
Insgesamt standen 57 Personen vor Gericht, darunter acht Frauen und mehrere Kinder. Bei den Pogromen anderswo spielten Frauen eine weniger große Rolle. Elf Angeklagte wurden freigesprochen, gegen 46 Personen wurden Strafen bis zu vier Jahren Zuchthaus verhängt. Zu den Hauptverantwortlichen gehörte Michael Gerstner, Kreisleiter der NSDAP und Bürgermeister von Weißenburg, der seine Unschuld beteuerte, aber vom Standartenführer der SA Georg Sauber und dem SS-Obersturmbannführer Wilhelm Dorner belastet wurde. Zu den weiteren Angeklagten gehörte Andreas Günter, damaliger Bürgermeister Treuchtlingens.